# Alex Wurman
Alex Wurman (Chicago, 5 ottobre 1966) è un compositore statunitense.
Ha composto musiche per film, documentari e serie televisive, tra cui: Anchorman - La leggenda di Ron Burgundy, La marcia dei pinguini e Patriot.

## Filmografia parziale

### Cinema
- The Good Life, regia di Alan Mehrez (1997)
- Bloodsport: The Dark Kumite (Bloodsport 4: The Dark Kumite), regia di Elvis Restaino (1999)
- Incontriamoci a Las Vegas (Play It to the Bone), regia di Ron Shelton (1999)
- Tredici variazioni sul tema (Thirteen Conversations About One Thing), regia di Jill Sprecher (2001)
- Confessioni di una mente pericolosa (Confessions of a Dangerous Mind), regia di George Clooney (2002)
- Hollywood Homicide, regia di Ron Shelton (2003)
- Anchorman - La leggenda di Ron Burgundy (Anchorman: The Legend of Ron Burgundy), regia di Adam McKay (2004)
- Criminal, regia di Gregory Jacobs (2004)
- Sballati d'amore - A Lot Like Love (A Lot Like Love), regia di Nigel Cole (2005)
- La marcia dei pinguini (La Marche de l'empereur) - documentario, regia di Luc Jacquet (2005)
- Ricky Bobby - La storia di un uomo che sapeva contare fino a uno (Talladega Nights: The Ballad of Ricky Bobby), regia di Adam McKay (2006)
- È solo l'inizio (Just Getting Started), regia di Ron Shelton (2017)
- Between Two Ferns - Il film (Between Two Ferns: The Movie), regia di Scott Aukerman (2019)

### Televisione
- Temple Grandin - Una donna straordinaria (Temple Grandin) - film TV, regia di Mick Jackson (2010)
- The Newsroom - serie TV, 9 episodi (2012)
- Patriot - serie TV, 12 episodi (2015-2018)
- Perpetual Grace, LTD - serie TV, 10 episodi (2019)

## Premi
- Primetime Emmy Awards - vinto nel 2010 per Temple Grandin - Una donna straordinaria.[2]